# Trupanea vitiosa
Trupanea vitiosa är en tvåvingeart som beskrevs av Foote 1989. Trupanea vitiosa ingår i släktet Trupanea och familjen borrflugor. Inga underarter finns listade i Catalogue of Life.